# Gronzedelle

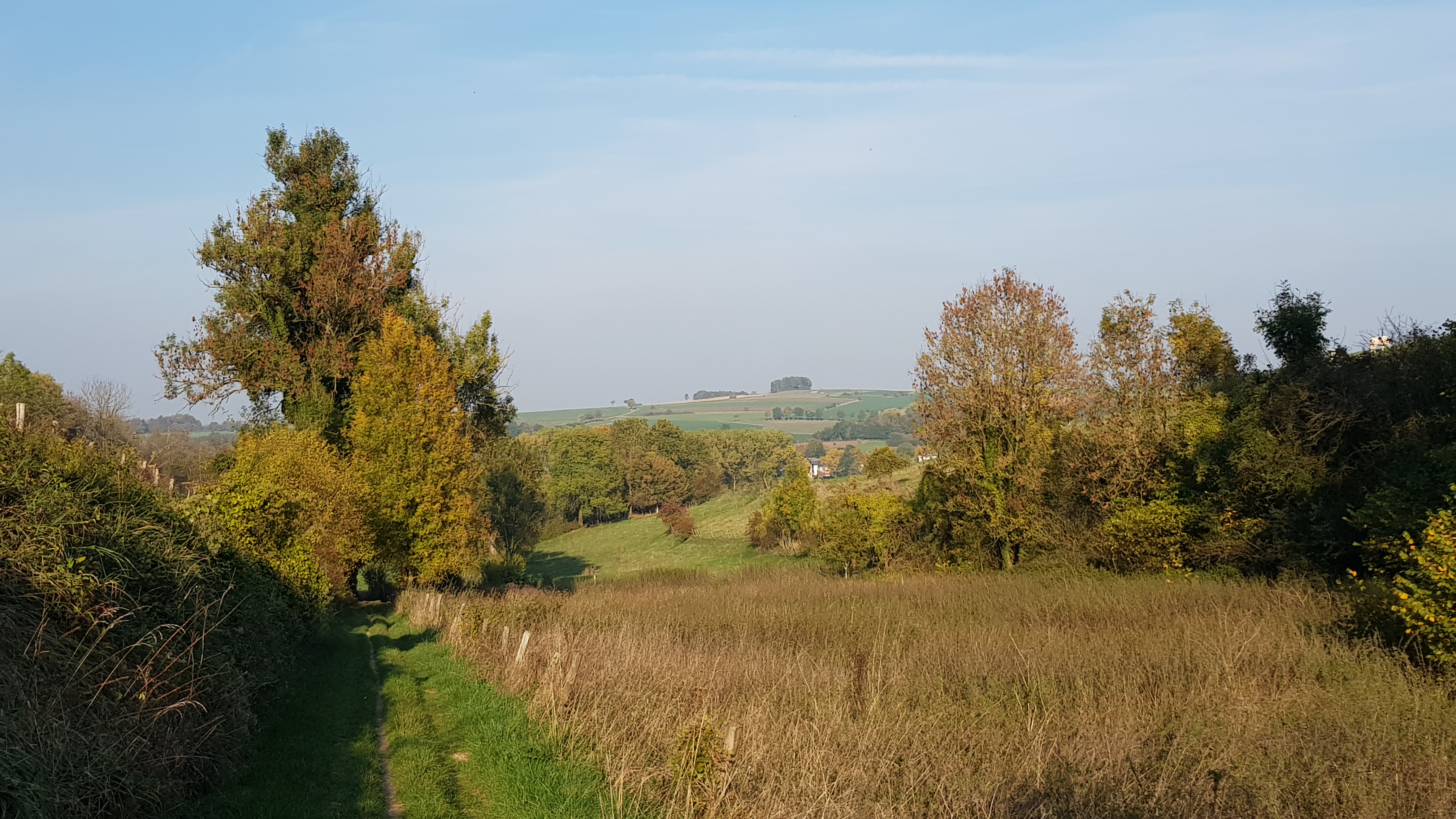
In de Gronselergrub kijkende richting het noordoosten

De Gronselergrub of Gronzedelle is een droogdal bij Wijlre in de Nederlandse gemeenten Gulpen-Wittem en Valkenburg aan de Geul in Zuid-Limburg. Het dal ligt ten westen van Wijlre, ten noordwesten van Stokhem en ten zuiden van de plaats Keutenberg. Aan de monding van het dal ligt buurtschap Haasstad en liggen twee campings aan de Geul. Even noordelijker van de monding ligt de Gronselenput. Op de beide hellingen van het dal liggen hellingbossen en weilanden. Door het droogdal loopt de holle weg Gronzedellerweg van Haasstad richting Berghof.
De Gronselergrub ligt in de noordoostelijke rand van het Plateau van Margraten in de overgang naar het Geuldal.
Ongeveer een kilometer zuidelijker komt de Abelschegrub het plateau op en ongeveer een halve kilometer naar het noordwesten de Engwegengrub.

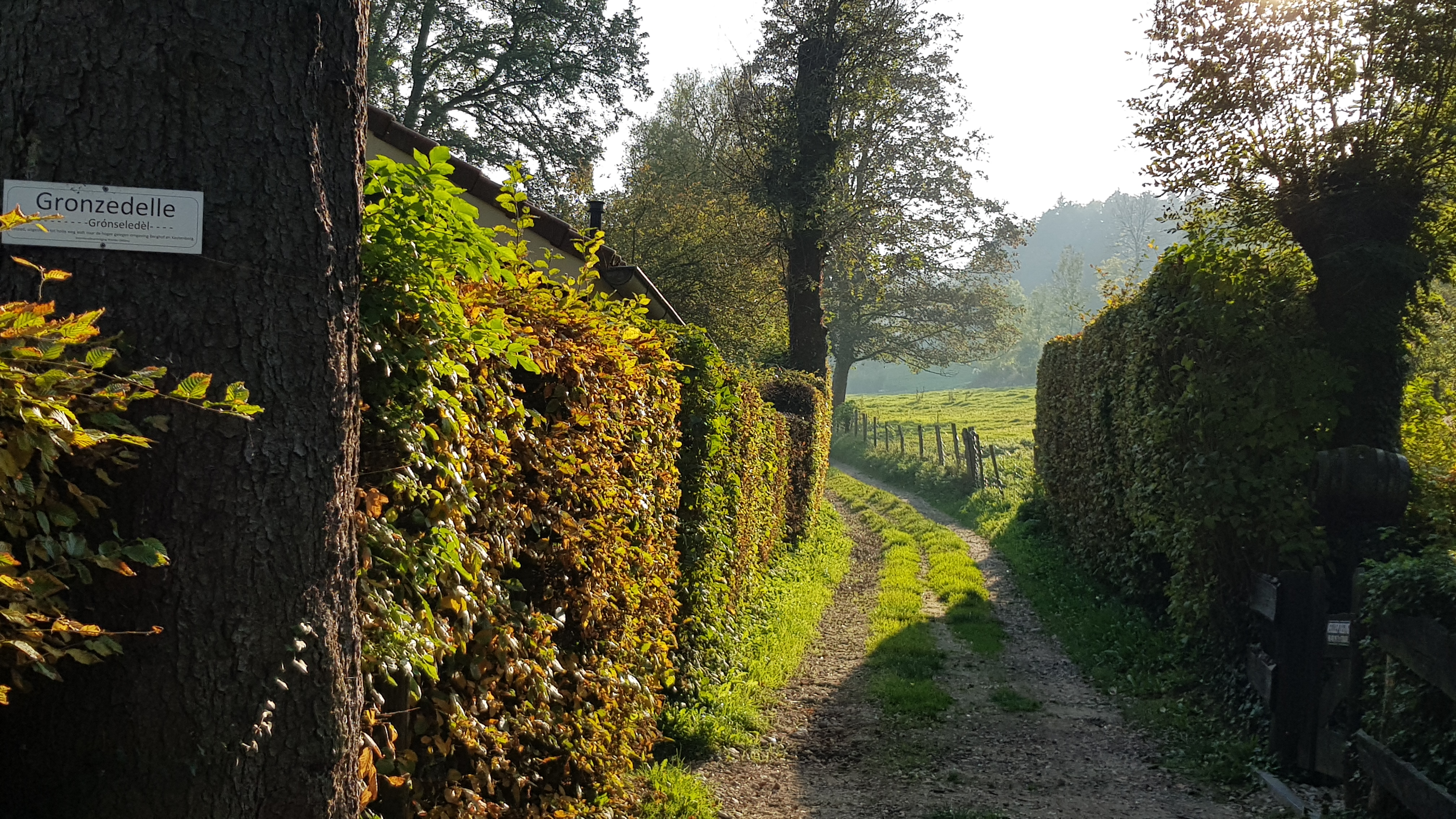
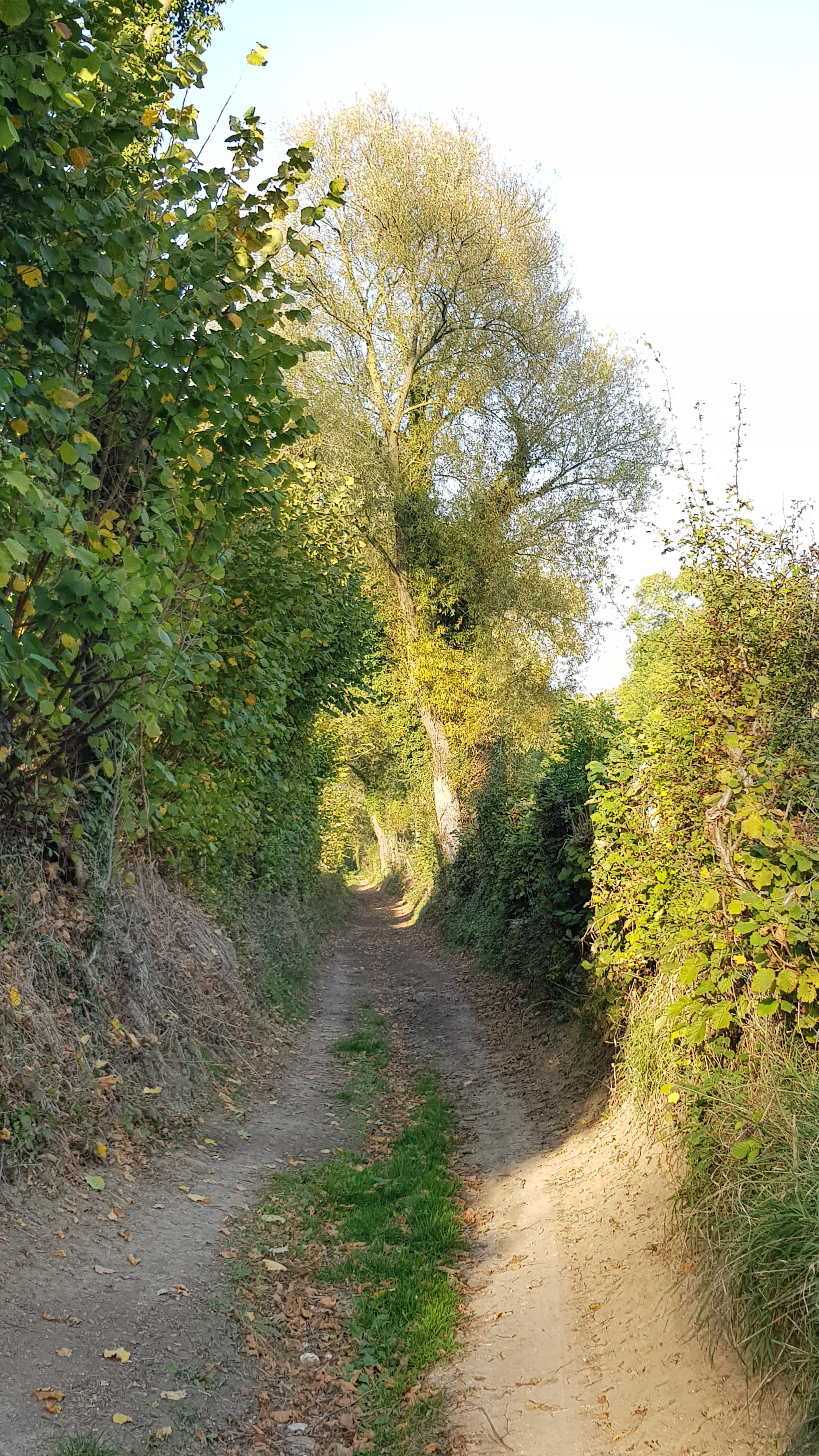
holle weg Gronzedellerweg
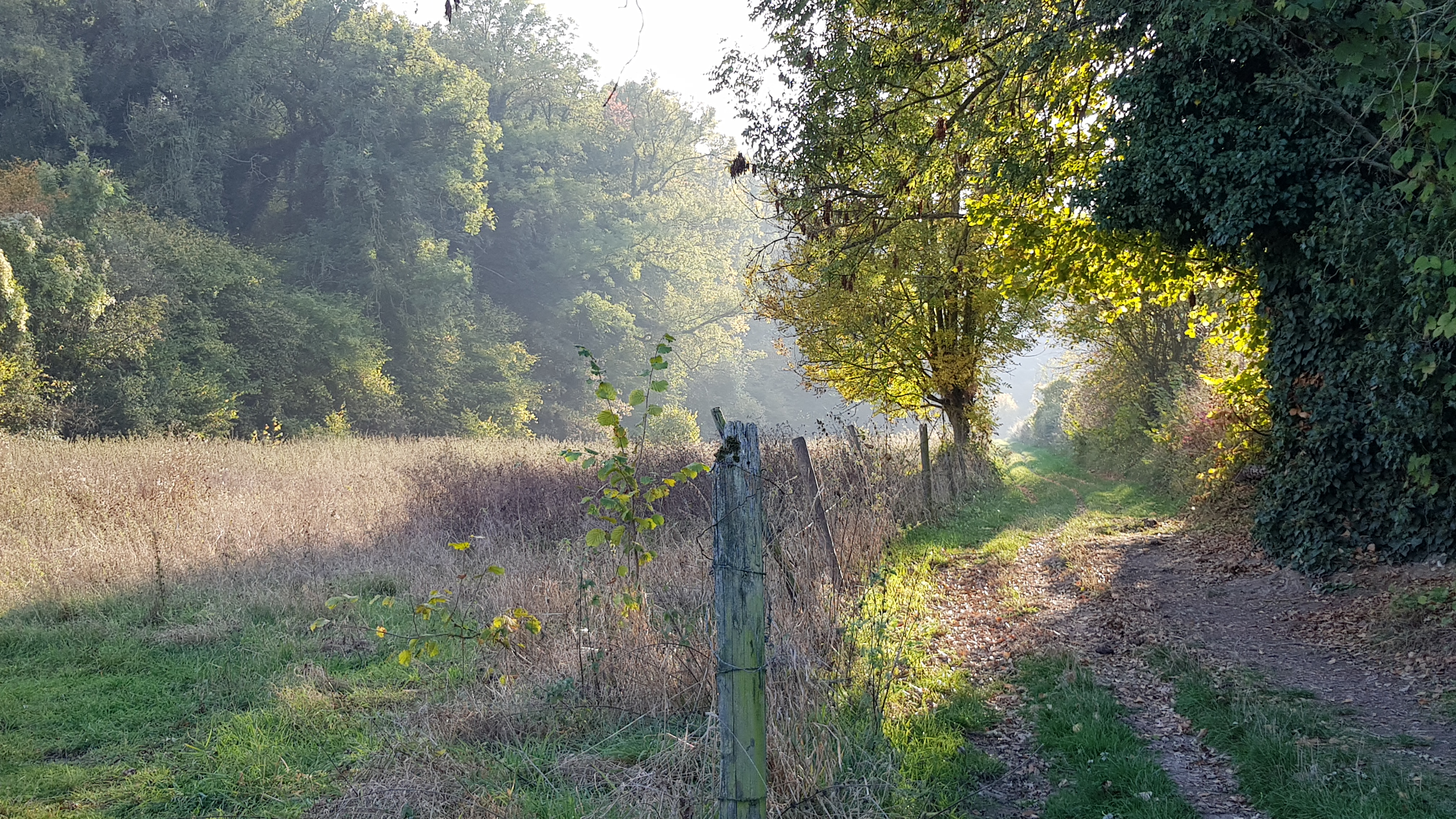